# البشاير
قرية البشاير هي إحدى القرى التابعة لمركز الرياض في محافظة كفر الشيخ في جمهورية مصر العربية. حسب إحصاءات سنة 2006، بلغ إجمالي السكان في البشاير 1516 نسمة، منهم 739 رجل و777 امرأة.